# Mariä Himmelfahrt (Kaisheim)

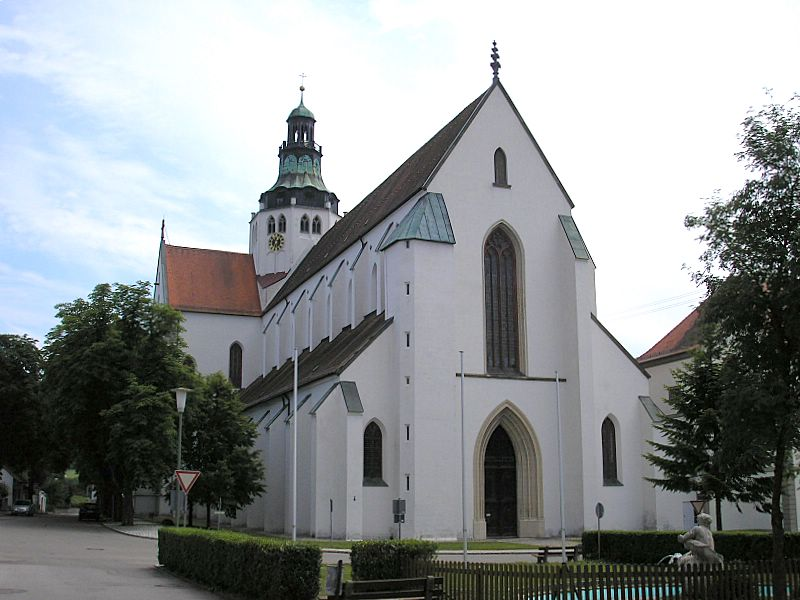
Klosterkirche Kaisheim, Ansicht von Westen

Die ehemalige Klosterkirche Kaisheim in der Diözese Augsburg, im bayerischen Regierungsbezirk Schwaben (Landkreis Donau-Ries) war die Abteikirche des Zisterzienserklosters Kaisheim. Sie dient seit der Säkularisation als katholische Pfarrkirche Mariä Himmelfahrt und gleichzeitig als Gotteshaus der Justizvollzugsanstalt Kaisheim, die seit dem 19. Jahrhundert in den Klostergebäuden untergebracht ist. Die hochgotische Basilika wurde bisher von der akademischen Kunstwissenschaft nur wenig beachtet.

## Baugeschichte

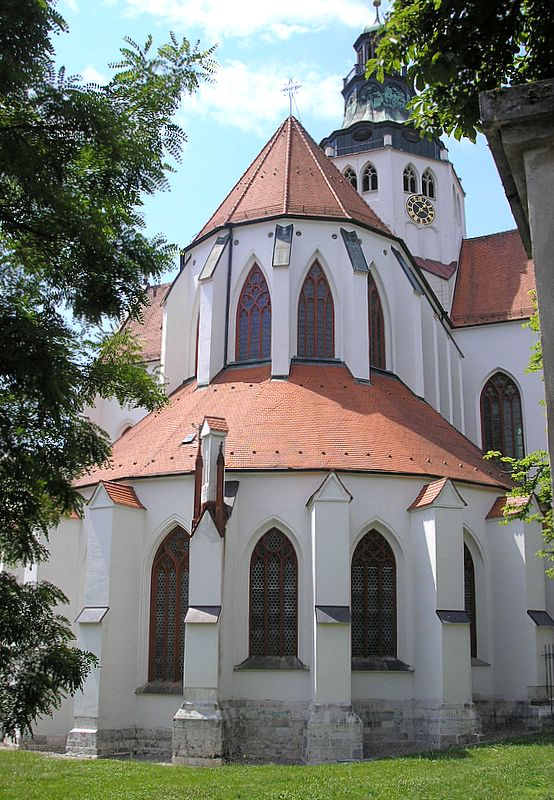
Umgangschor

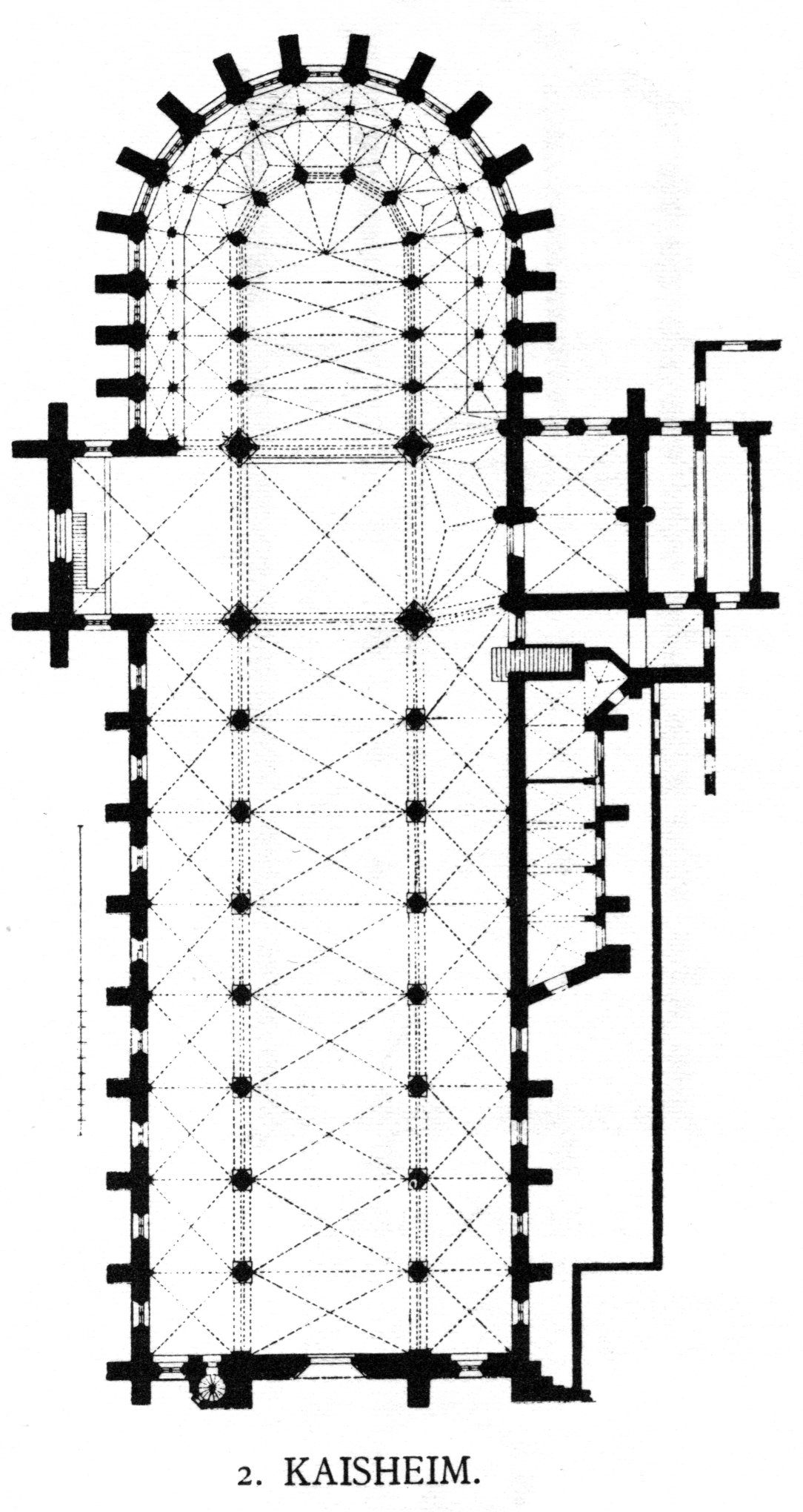
Grundriss nach Dehio

Das Zisterzienserkloster Kaisheim wurde durch den Grafen Heinrich II. von Graisbach-Lechsgmünd gegründet. Mit der Gründungsurkunde des Kaisheimer Klosters vom 21. September 1135 bestätigte der Bischof Walther von Augsburg die Stiftung des Klosters. Die Wahl des Zisterzienserordens könnte aufgrund der großen Popularität des Ordens entschieden worden sein. Das Gründungsdatum ist jedoch nicht genau festzulegen, da zum Beispiel die Kaisheimer Annalen bereits das Jahr 1133 angeben – „MCXXXIII. fundata est domus Cesariensis.“ Das Kloster Lützel im Oberelsass, dessen Tochterkloster Kaisheim ist und in der Filiationslinie der Primarabtei Morimond steht, entsandte im Jahre 1135 Abt Ulrich I. (reg. 1134–1156/1157) zusammen mit zwölf Mönchen nach Kaisheim.
Die erste Klosterkirche entstand 1174 in romanischen Bauformen und konnte bereits 1183 durch den Bischof Hartwich I. von Augsburg geweiht werden. Mitte des 14. Jahrhunderts entschlossen sich der Abt und das Konvent, „nachdem der Wohlstand des Klosters sich gemehret hatte, (...) die alte baufällige und vom Feuer hart beschädigte Kirche“ abzubrechen und einen neuen Kirchenbau zu errichten. Da sich im heutigen Kloster keine romanischen Bauteile finden lassen, muss die erste Kirche wohl vollständig abgerissen worden sein. Als der Grundbau vollendet war, legte Abt Ulrich III. Niblung (reg. 1340–1361) am 1. September 1352 den Grundstein des heutigen Sakralbaus. Es wurden, bis auf die Orgeltreppe, keine Steinmetzzeichen gefunden, weswegen die Kirche vermutlich nur von Klosterangehörigen und ohne Einwirkung von anderen Bauhütten entstanden ist. Es wurde von Westen nach Osten gebaut. Im Jahr 1372 wurde unter Abt Johann II. Zauer (reg. 1361–1379) der Chor und der Umgang eingewölbt. Den Quellen ist nichts über vorangehende oder folgende Bauabläufe zu entnehmen. 1387 war bereits der gesamte Bau unter Abt Johannes III. Müller (reg. 1380–1400/1401) fertiggestellt und wurde am 13. November durch den Augsburger Bischof Burkart von Ellerbach (reg. 1373–1404) geweiht.
In den folgenden Jahren konzentrierte sich das Kloster mehr auf den Ausbau der Konventsgebäude. Während dieser Zeit erhielt das Kirchendach glasierte Ziegel und 1429 wurde der Innenraum verputzt. 1459 begann Werkmeister Heinrich Feldkircher mit dem Ausbau des Vierungsturms, der 1545 durch Blitzschlag beschädigt und anschließend wiederhergestellt wurde. 1602 schlug erneut ein Blitz ins Turmdach ein, ein erneuter Umbau erfolgte 1695.
Der Innenraum erhielt in den folgenden Jahrhunderten eine neue, reichere Ausstattung: Unter Abt Georg II. Kastner (reg. 1490–1509) erhielt die Kirche zum Beispiel einen Hochaltar aus dem Jahr 1502 mit Altarbildern von Hans Holbein der Ältere, von denen heute nur noch die Flügeltafeln in der Alten Pinakothek München erhalten geblieben sind. Die Sakristei wurde zwischen 1608 und 1626 als rechteckiger Raum im Erdgeschoss des südlichen Querhausarms eingebaut.
Ab der zweiten Hälfte des 17. Jahrhunderts setzte unter den Äbten Benedikt Hein (reg. 1667–1674), Elias Götz (reg. 1681–1696) und Rogerius Röls (reg. 1698–1723) die Barockisierung der Klosteranlage ein. Die spätgotische Ausstattung wurde dadurch weitgehend entfernt und später, während der Säkularisation, verschwanden dann auch die restlichen Spuren.
Das Äußere der Kirche erhielt von 1719 bis 1721 eine monumentale Zweiturmfassade von Baumeister Franz Beer von Bleichten. 1872 riss man die barocke Schaufassade allerdings wieder ab (Originalriss im Heimatmuseum zu Donauwörth). Die alten Klostergebäude wurden im Jahre 1716 abgebrochen und eine neue Klosteranlage in der heutigen Gestalt entstand.
Zwischen 1771 und 1783 wurde der heutige Turmabschluss geschaffen. Nach der Säkularisation des Klosters dienten die Konventgebäude ab 1816 erst als Strafarbeitshaus, das 1863 in ein Zuchthaus umgewandelt, bis heute als Justizvollzugsanstalt weitergeführt wird.
In der zweiten Hälfte des 19. Jahrhunderts versuchte man bei Restaurierungen den mittelalterlichen Charakter der Kirche wiederherzustellen. Weitere Restaurierungen waren durch die Kriegsschäden im Jahre 1945 bis in das Jahr 1965 erforderlich.

## Architektur
Grund- und Aufriss sind vom Schema der klassischen französischen Kathedralen abgeleitet, das offene Strebesystem ist allerdings unter den Pultdächern der Seitenschiffe verborgen. Der Außenbau ist nach zisterzienserischer Art nüchtern gestaltet und verzichtet auf aufwändige Dekorationsformen. Die Außengliederung besteht im Wesentlichen nur aus den Strebepfeilern und den schmalen Spitzbogenfenstern mit ihrem schlichten Maßwerk. In ihrer monumentalen Großartigkeit blieb die Kirche in weitem Umkreis ohne Nachfolge. Einen (unvollendeten) „französischen“ Kathedralchor besitzt in Schwaben sonst nur noch der Augsburger Dom.
Die Monumentalität wird besonders durch das „Verstecken“ der Strebebögen unterstrichen. Die Auftraggeber waren sich der dekorativen Wirkung offener Strebesysteme bewusst, die der zisterzienserischen Forderung nach Schmucklosigkeit der Ordensbauten entgegenstand. So wird auch im Inneren auf ein Triforium verzichtet, die Hochschiffswände des Langhauses steigen als kahle Mauerflächen empor. In deutlichem Kontrast steht hierzu jedoch der Chorbau mit seiner reicheren Innengliederung. Durch den doppelten Chorumgang wird ein fünfschiffiges „kathedrales“ Raumbild geschaffen, das seit der Barockzeit vom riesigen Hochaltar gestört wird. Auch die Gewölbe sind als einfache Kreuzrippen angelegt, nur im Chorumgang finden sich reichere Figurationen. Die Pfeiler und Säulen besitzen keine Kapitelle. Das Vorbild der zeitgenössischen Bettelordenskirchen wird besonders im Langhaus überall deutlich.

### Grundriss
Die Pfeilerbasilika mit einer Gesamtlänge von 80,5 m und einer Breite von 27,7 m besitzt einen dreischiffigen, kreuzförmigen Grundriss. Das kreuzrippengewölbte Langhaus, mit längsrechteckigen Travéen im Mittelschiff, erstreckt sich über acht Joche. Die Gewölbe des Mittelschiffes schließen in 24 m Höhe, die Seitenschiffe sind 9,5 m hoch (Maße nach dem Inventarband). Das Querschiff, dessen quadratische Vierung, ebenso wie der nördliche Querhausarm, noch mit einer Kreuzrippe gewölbt wurden, offenbart im Süden den etwas nach Osten entrückten Arm des Schiffes. Dieser weist überdies eine Unregelmäßigkeit der Wölbung auf und wirkt somit dem Konzept des ansonsten sehr einheitlich gehaltenen Plans der Klosterkirche entgegen. Der obere, mit einem dreistrahligen Rippengewölbe versehene Teil, schließt in der unteren Hälfte an einen zugemauerten Raum an, in dem sich die Sakristei mit zweijochigem Kreuzgratgewölbe befindet. Diese Ungleichmäßigkeit oder „Störung der inneren Symmetrie“ verursacht im danebenliegenden, östlichen Seitenschiffjoch eine unförmige, fast trapezartige Verzerrung und hinterlässt auf der anderen Seite, im südwestlichen Joch des Chorumgangs eine deformierte Gewölbereduzierung der Kreuzrippen. Jedoch haben diese inneren Ungleichmäßigkeiten keinerlei sichtbare Auswirkungen auf das äußere Erscheinungsbild des Querarms, da durch den quadratisch angeschlossenen Sakristeiraum und den darüber liegenden Raum, der nur durch den Konventbau zugänglich ist, das Bild eines voll ausgeprägten Querarms aufrechterhalten wird.
An das Querschiff schließt sich das Sanktuarium an, welches durch zwei Stufen erhöht wurde. Der fünfschiffige Chor mit doppeltem Umgang ohne Kapellenkranz schließt nach innen mit einem polygonalen 7/12-Schluss, dem außen ein 11/20-Polygon entspricht, wodurch die Außenwand des Chores sich einem Halbrund annähert. Im Gegensatz zu den breiteren Jochen im Mittelschiff, finden sich im Chor drei schmale, queroblonge Joche. Die zwei Schiffe des Umgangs, die von sehr dünnen Rundpfeilern getrennt werden, sind von gleicher Scheitelhöhe, sodass man von einem Hallenumgang sprechen kann. Jedoch ist das äußere Schiff nur halb so breit wie das Innere und durchgehend mit Kreuzrippengewölbe gedeckt. Im inneren Umgang hingegen findet sich ein neuartiges Gewölbesystem. Es zeigt eine Folge von dreieckigen Jochen, ein sogenanntes Dreistrahlrippengewölbe. Die vier Joche längs des Vorchores sind noch rechteckig ausgebildet und mit Kreuzrippen gewölbt, ebenso das Achsjoch.

### Außenbau

#### Westfassade
Der weiß verputzte Backsteinbau zeigt eine sehr schlichte Westfassade, die gemäß den asketisch-monastischen Idealen des Ordens, nüchtern und ohne jegliches gotisches Dekor gehalten ist. Die Schauseite weist eine vertikale Gliederung auf und gibt die basilikale Struktur des Langhauses wieder. Die symmetrische, dreigeteilte Fassade ist durch einen Treppenturm, der im Inneren zur Orgel emporführt und einem einfachen Strebepfeiler mit einem länglichen, pultgedeckten Abschluss begrenzt. Ein schmuckloses, spitzbogiges Eingangsportal mit abgestuften, profiliertem Gewände auf einem Blocksockel gewährt Einlass in die Kirche. Auf ein einfach gekehltes Gesims, das die beiden Strebepfeiler verbindet und der Fassade die einzige horizontale Gliederung verleiht, setzt die Sohlbank eines langen, vierteiligen Maßwerkfensters an. Das abschließende Giebelfeld, in dessen Mitte eine kleine spitzbogige Fensteröffnung liegt, wird durch eine Kreuzblume bekrönt. Die zweibahnigen Fenster, sowie die Strebepfeiler der Seitenschiffe, entsprechen denen des Langhauses.

#### Chor
Im Unterschied zum schlichten Lang- und Querhaus ist der Chor architektonisch reicher gestaltet und tritt demnach als bedeutendster Baukörper des Sakralbaus hervor. Der Umgang ist niedriger als der Hochchor. Zusammen mit dem Obergarden setzen sie die einheitliche Gliederung des Baus durch eine dichte Folge von Strebepfeilern fort, die wie am gesamten Bau, weiß verputzt sind.

#### Vierungsturm
Ursprünglich wohl als schlichter Dachreiter über der Vierung angelegt. Der für zisterziensische Verhältnisse ungewöhnlich aufwendige Vierungsturm wurde ab 1459 durch den Augsburger Werkmeister Heinrich Feldkircher und dessen Sohn Hans errichtet. Das Oktogon ist mit Maßwerkfensterpaaren an allen Seiten gegliedert. Nach Blitzeinschlägen 1469, 1543 und 1602 mussten die oberen Turmteile erneuert werden. Die heutige barocke Turmhaube mit Laterne errichtete 1695 der Zimmermeister Matthias Landsberger nach einem Modell des Kaisheimer Fraters Michael Geier.

## Seine endgültige Gestalt mit elegant geschwungenem Helm und zierlicher Laternenbekrönung erhielt der Turm erst 1789/1790.sstattung

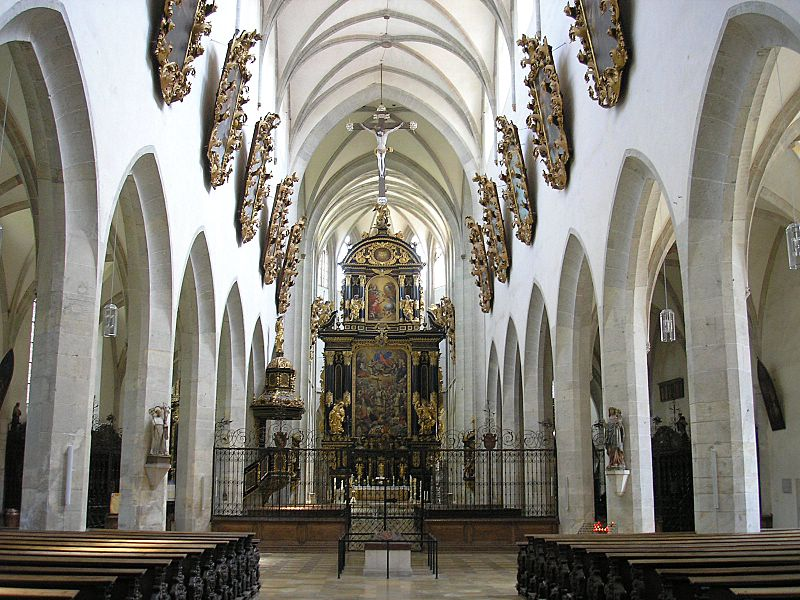
Innenraum nach Osten

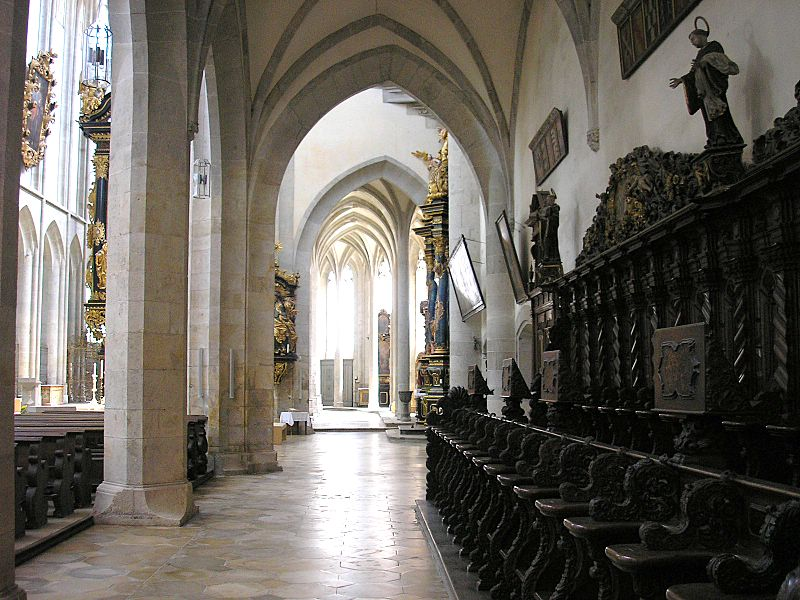
Nördliches Seitenschiff und Chorumgang

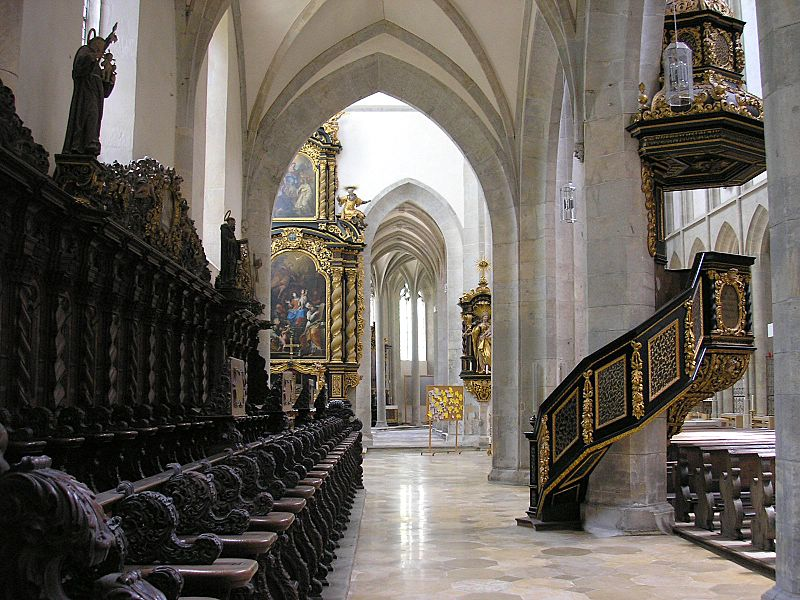
Südliches Seitenschiff mit der Kanzel

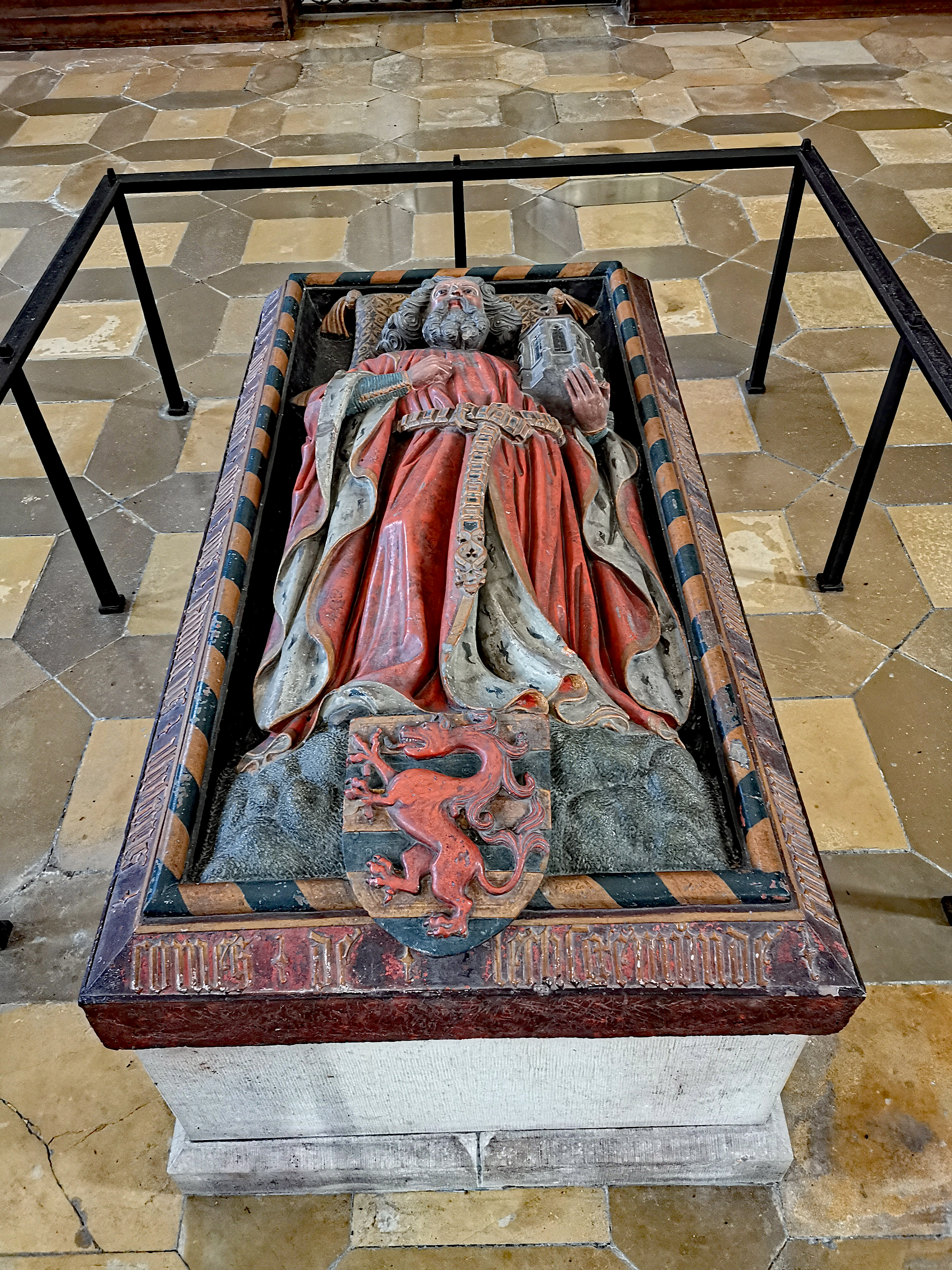
Stiftergrab im Hauptschiff

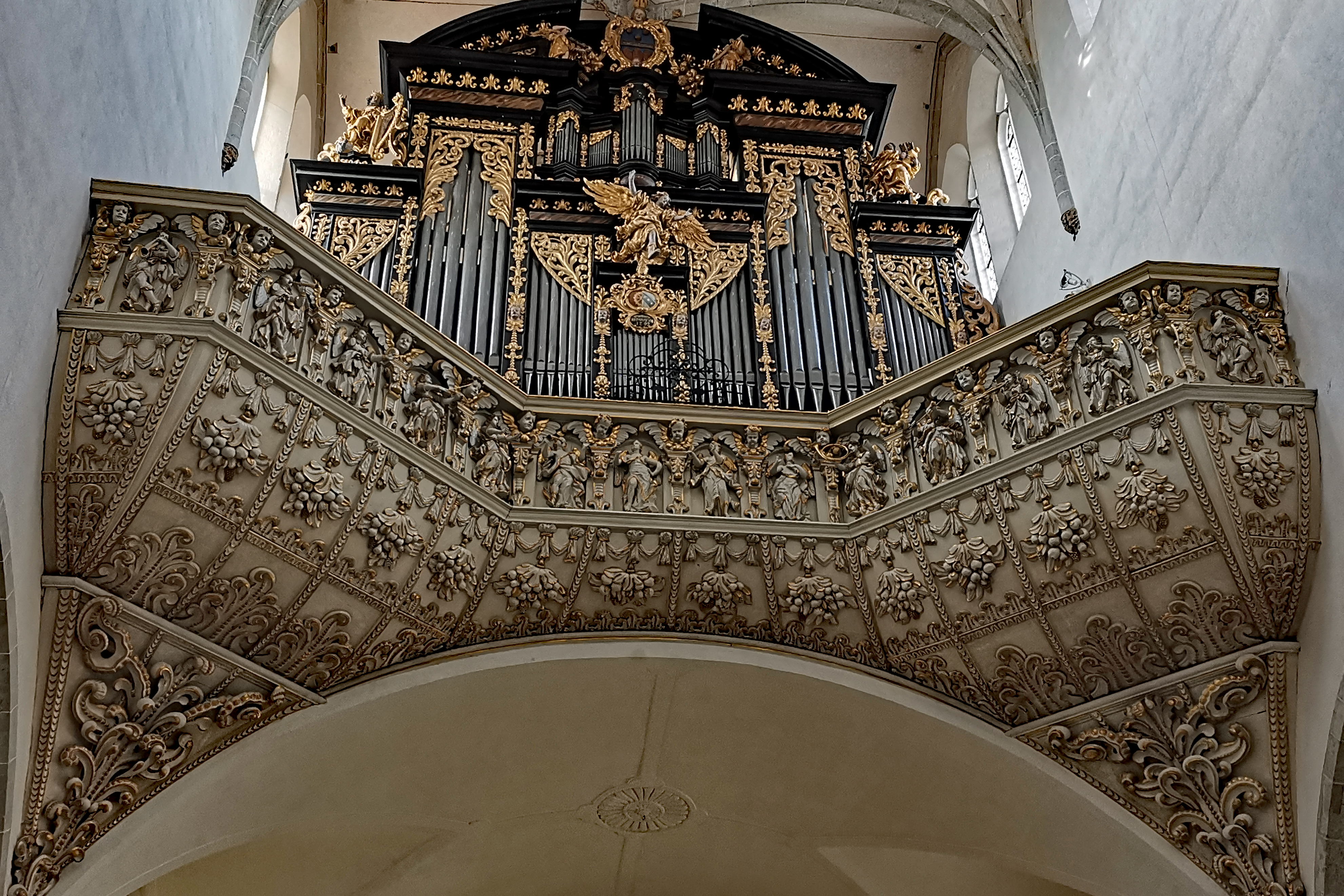
Blick auf die Orgelempore

Neben der hochgotischen Architektur bestimmt im Innern die hochbarocke Ausstattung das Raumbild.

### Altäre
Der Hochaltar (1673) füllt nahezu den ganzen Chorabschluss. Der strenge architektonische Aufbau mit den seitlichen Säulen und dem großen Tabernakel ist schwarz-gold gefasst (bemalt). Das Altarblatt zeigt die Himmelfahrt Mariä mit dem heiligen Bernhard und anderen Ordensleuten (Johann Pichler, 1672). Seitlich stehen zwei lebensgroße Holzfiguren des heiligen Johannes der Täufer und des Evangelisten Johannes.
Der linke Seitenaltar stammt von 1708. Auf dem Altarblatt ist die Heilige Sippe zu sehen (bez. 1713). In einem Glasschrein ruhen die Gebeine des heiligen Claudius.
Das Hauptbild des rechten Seitenaltars (bezeichnet „1731“) ist mit „I.C. WOLCKER, AUG. 1739“ bezeichnet und zeigt Maria mit dem heiligen Nepomuk. Die Darstellung wird von je drei Säulen flankiert, davor stehen lebensgroß die Heiligen Benedikt und Bernhard. Auf der Mensa steht ein Glasschrein, der den Leichnam des heiligen Julianus birgt.
Im Chorumgang ließ Abt Rogerius Röls (1698–1723) acht weitere Altäre aufstellen, die zwischen 1705 und 1712 entstanden sind.
Auf der Rückseite des Hochaltars steht ein schwarzer Sakramentsaltar (1728, ehemals mit Silberdekor) mit dem „Prager Jesuskind“ im Auszug.

### Mittelschiff
Die großen Barockgemälde der zwölf Apostel an den Hochwänden des Mittelschiffes sind das Werk von Johann Gebhard aus Prüfening bei Regensburg (1711). Die Bilder sind jeweils ca. 5 m hoch, 2,5 m breit und werden von aufwändig verzierten Akanthusrahmen eingefasst.
Die Kanzelkorpus (1699) besitzt reichen Akanthusdekor, dazu gedrehte Säulen und Engelsköpfe. Der mächtige Schalldeckel ist ebenso aufwändig dekoriert, oben steht Christus als „Salvator mundi“.
Das Chorgestühl (Eichenholz) von 1698 steht jetzt in den Seitenschiffen. Die Stuhlwangen zeigen reiche, geschnitzte Zierformen, ebenso die Bekrönung. Hier sind kleine Ovalbilder mit Darstellungen der Marienverehrung durch die Mönche eingelassen. Auch die Lesepulte sind reich beschnitzt. Die Beichtstühle sind zeitgleich entstanden und zeigen ähnliche Stilformen.
Das schmiedeeiserne Gitter zwischen Laien- und Mönchskirche wurde 1664 vom Klosterbruder Johann Haus geschaffen und von Elias Riß, einem Tiroler, bemalt. In der Bekrönung sieht man die Wappen des Klosters und des Abtes Georg IV. Müller (1637–1667).

### Grabmale
Im Mittelschiff steht vor dem Trenngitter das Grabmal für Heinrich von Lechsgmünd. Die Deckplatte (um 1434) wurde zum dreihundertjährigen Stiftungsjubiläum gefertigt, wiederholt aber vielleicht eine ältere Darstellung. Der bärtige Graf hält das Modell eines einschiffigen Chorbaus in der linken Hand.
Unter den zahlreichen sonstigen Grabdenkmälern fallen besonders die figürlichen Steine des Ritters Georg von Wemding († 1551) und seiner Frau Margarethe († 1549) neben dem Westportal ins Auge. Der Ritter ist in vollem Harnisch, seine Gemahlin in zeitgenössischer Gewandung dargestellt. Bemerkenswert ist auch der Gedenkstein des Abtes Dominikus Steichele (1589–1594). Der Verstorbene steht fast vollplastisch in einer aufwändigen Ädikula.
Weitere größere plastische Werke aus dem Anfang des 15. Jahrhunderts sind drei, ehemals je einer Tumba zugehörige, Deckplatten im Chorumgang.

### Sonstiges
Von der sonstigen, reichhaltigen Ausstattung sind noch die vier gotischen Steinplastiken zu erwähnen, als deren bedeutendste die „Madonna in der Pfeilernische“ (vor 1350) gilt.
Neben der Sakristei hat noch ein Rest des mittelalterlichen Kreuzganges (1393/94) die Barockisierung überstanden. Das ungewöhnliche Springgewölbe mit seinen Dreistrahlrippen und tellerförmigen Schlusssteinen überspannt heute eine Gedenkstätte für die Gefallenen der beiden Weltkriege.
Die von Hans Holbein dem Älteren gemalten Flügel des ehemaligen Hochaltares (um 1502) befinden sich heute in der Alten Pinakothek in München (Kaisheimer Altar). Der Altarschrein ist vollständig verloren, die wahrscheinlich zugehörige Schutzmantelmadonna Gregor Erharts verbrannte 1945 im Auslagerungsdepot in Berlin.

### Orgel

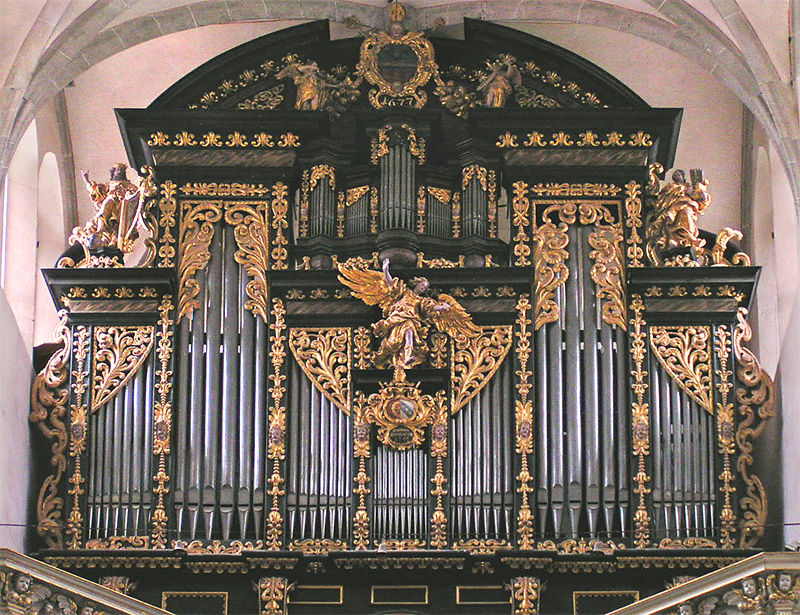
Blick auf den Orgelprospekt

Die Orgel stammt von 1677/78. Sie wurde von Matthias Tretzscher (Kulmbach) erbaut und 1792 von Joseph Höß im historischen Gehäuse neu errichtet. 1888 wurde die Orgel, unter Wiederverwendung eines Großteils des historischen Pfeifenmaterials, durch die Orgelbaufirma Steinmeyer neu erbaut. Das barocke Werk hatte ursprünglich 35 Register. Das Kegelladen-Instrument umfasst heute 23 Register auf zwei Manualen und Pedal. Die Trakturen sind mechanisch.
| I Hauptwerk C–f1 |            |       |   |
| 1.               | Bourdon    | 16′   | H |
| 2.               | Principal  | 8′    | H |
| 3.               | Gamba      | 8′    |   |
| 4.               | Salicional | 8′    | H |
| 5.               | Gedeckt    | 8′    | H |
| 6.               | Tibia      | 8′    |   |
| 7.               | Principal  | 4′    | H |
| 8.               | Spitzflöte | 4′    | H |
| 9.               | Octave     | 2′    | H |
| 10.              | Mixtur IV  | 2 ⁄3′ | H |
| 11.              | Dolcean    | 4′    |   |

| II Nebenwerk C–f3 |                |    |   |
| 12.               | Principal      | 8′ |   |
| 13.               | Dolce          | 8′ |   |
| 14.               | Gedeckt        | 8′ | H |
| 15.               | Äoline         | 8′ |   |
| 16.               | Bourdonalflöte | 8′ | H |
| 17.               | Flöte          | 4′ | H |
| 18.               | Flautino       | 2′ | H |

| Pedalwerk C–d1 |              |     |   |
| 19.            | Principalbaß | 16′ | H |
| 20.            | Subbaß       | 16′ | H |
| 21.            | Violonbaß    | 16′ |   |
| 22.            | Octavbaß     | 8′  | H |
| 23.            | Rohrflöte    | 4′  | H |

- Koppeln: II/I, I/P, II/P
- Anmerkung

H = Historisches Register von 1792